# Okręg wyborczy Blaby
Okręg wyborczy Blaby powstał w 1974 r. i był reprezentowany w  brytyjskiej Izbie Gmin przez jednego posła. Okręg położony był w południowo-zachodnim Leicestershire. Został zlikwidowany w 2010 roku poprzez zmianę nazwy na South Leicestershire z jednoczesną korektą granic.

## Deputowani do brytyjskiej Izby Gmin z okręgu Blaby
- 1974–1992: Nigel Lawson, Partia Konserwatywna
- 1992–2010: Andrew Robathan, Partia Konserwatywna